# Le Coffre-fort (jeu télévisé)
Le Coffre-fort est un jeu télévisé d'argent luxembourgeois présenté par les françaises Michèle Etzel et Marylène Bergmann et la belge Anoushka Sikorsky et diffusé tous les jours et plusieurs fois dans la journée sur RTL Télé Luxembourg puis sur RTL Télévision du  3 septembre 1977 au 30 juin 1990

## Principe du jeu
Calqué sur le principe du jeu radiophonique la valise RTL, la combinaison à trois chiffres du coffre-fort était donnée à l'antenne par l'animatrice quelques minutes avant le jeu et les téléspectateurs tirés au sort dans l'annuaire du pays choisi par l'ordinateur devaient repérer  la combinaison exacte et espérer gagner le contenu du coffre-fort. Lors de la diffusion du jeu en direct, l'animatrice lançait l'ordinateur pour sélectionner les trois chiffres annoncés par le candidat dans la combinaison du coffre en carton-pâte et, si elle était exacte, le coffre s'ouvrait et la somme du Coffre fort était pour l'heureux candidat.
Ce jeu d'argent, qui n'avait rien de très complexe, n'avait qu'un but : fidéliser le téléspectateur en l'obligeant à regarder RTL Télévision afin de noter la combinaison et la répéter lors de la diffusion du jeu. Il permettait également à la chaîne de tisser un lien de proximité fort avec son public qui pouvait ainsi passer à l'antenne en direct et discuter avec son animatrice vedette.
Le jeu a perduré avec la création de Tête à Tête, il est alors modifié et électronisé.
Il cesse définitivement avec la fin de l'émission Duo sur RTL, animée par Marylène Bergmann et Jean-Luc Bertrand en juin 1990.
Son record de gain avait été gagné par une habitante de Moselle en décembre 1988.

## Présentateur
À l'antenne depuis la fin des années 1970, ce jeu était présenté tous les jours par Michèle Etzel qui demanda au directeur des programmes, Jacques Navadic, la possibilité de laisser d'autres animateurs présenter ce jeu car elle ne pouvait le présenter à elle seule. C'est ainsi que Marylène le présentera en alternance avec Michèle Etzel, puis ce jeu sera présenté en alternance par l'ensemble des speakerines de la chaîne (comme Anoushka Sikorsky) quelque temps plus tard.